# Vodu da Luisiana

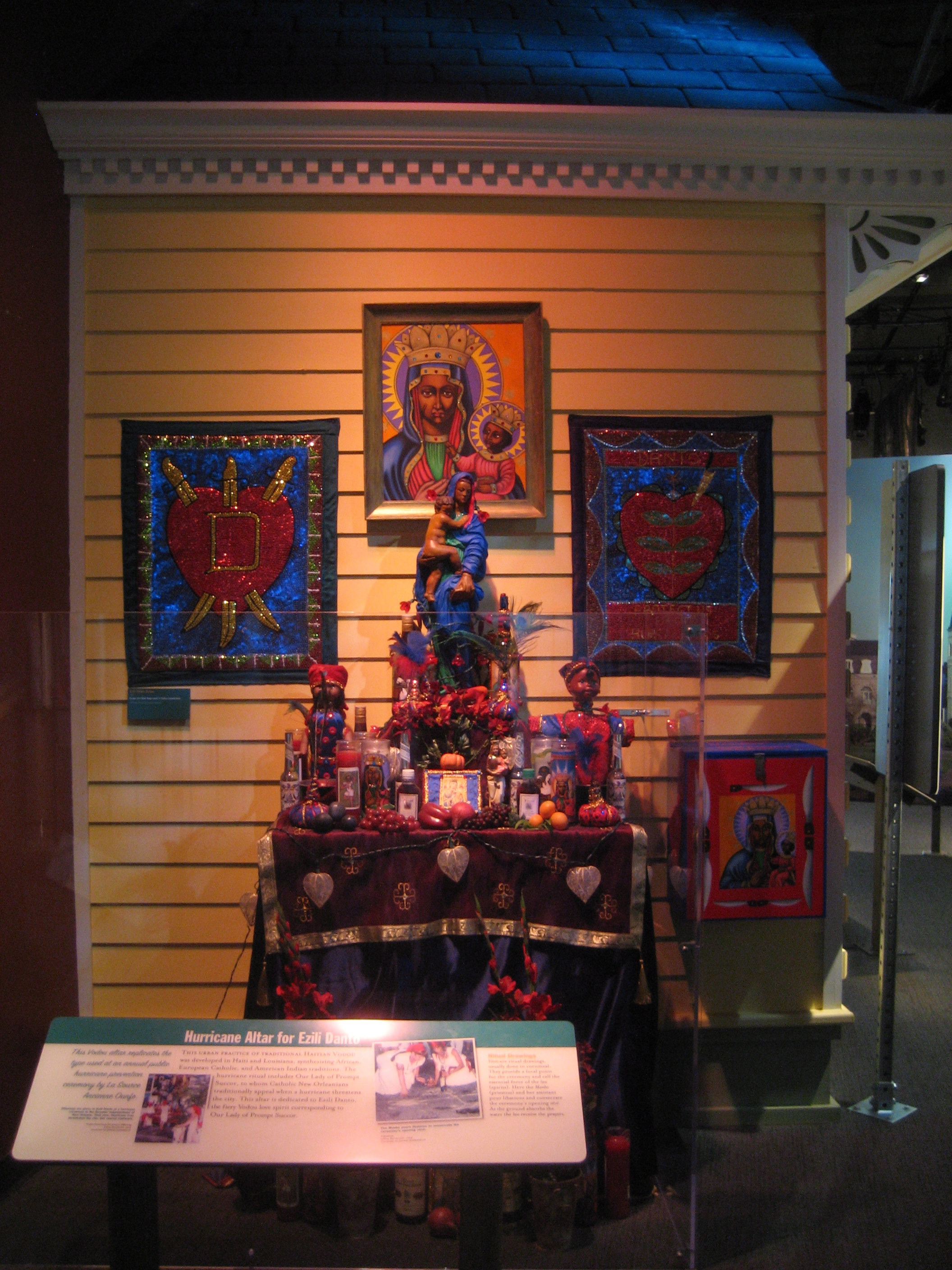
Altar de vudu em Baton Rouge, na Luisiana

O vudu (voodoo) da Louisiana, ou vudu de Nova Orleans (Nova Orleães), é uma religião afro-americana originada em Luisiana, atualmente um estado na região sul dos Estados Unidos. Surgiu a partir de um sincretismo de religiões da África Ocidental trazidas pela da diáspora africana (século XVI - XIX) com o catolicismo do povo Cajun, o Vodu haitiano e alguns elementos de crenças indígenas regionais. Assim como em muitas religiões afro-americanas, não existe uma autoridade central no Vodoo de Louisiana, que é organizado por meio de grupos autônomos e independentes. Foi muito fortalecido por Marie Laveau, considerada a mais influente sacerdotisa da prática no estado de Louisiana.

## Crenças

### Deus

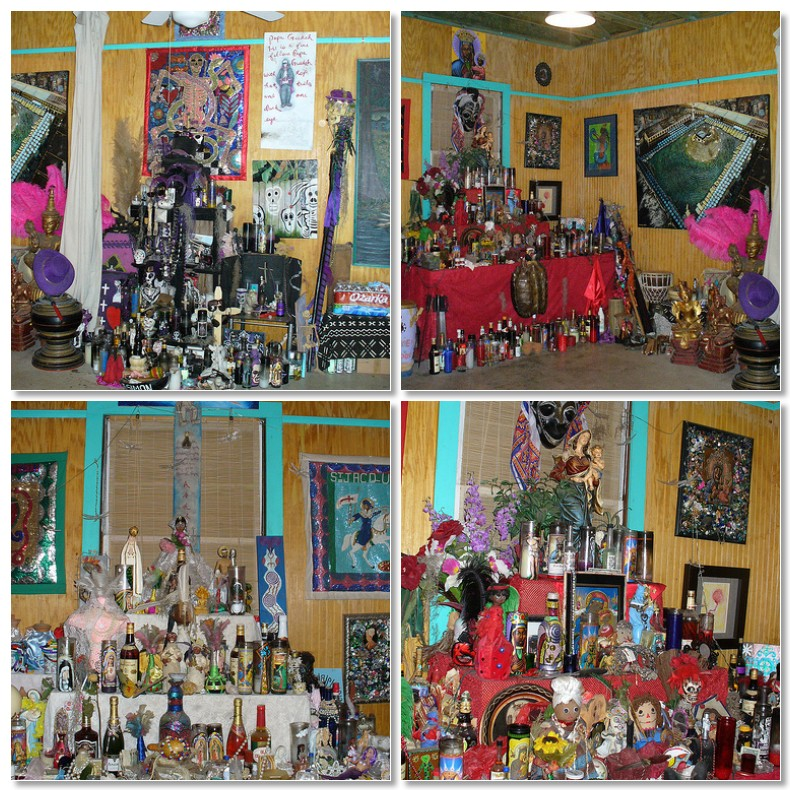
Altares construídos na região de Bywater em Nova Orleans

O Vodu de Louisiana não segue uma doutrina única e formal, embora tenha sua própria hierarquia litúrgica. Nos anos 2010, a escritora e praticante Brenda Marie Osbey descreveu que a religião possui uma crença em uma divindade "não específica, mas monoteísta", enquanto os pesquisadores Rory O'Neill Schmitt e Rosary Hartel O'Neill também afirmam que o Voodoo contemporâneo é claramente monoteísta, com a crença em santos, anjos e entidades auxiliares e ancestrais. Na verdade, muitos praticantes de Voodoo não veem nenhuma contradição entre suas crenças e o Catolicismo Romano que foi por muito tempo dominante no delta do rio Mississipi, e é comum se identificarem ao mesmo tempo como praticantes de Voodoo e cristãos.
A divindade suprema é conhecida como Grand Zombi, cujo nome significa "O Grande Deus" ou "O Grande Espírito"; o termo Zombi deriva do nome Bantu nzambi (Deus).
O Voodoo de Louisiana apresenta uma grande variedade de Santos e Entidades-Guia, cujos nomes foram registrados em vários estudos durante o século XIX. Uma das principais entidades era Blanc Dani, também conhecido como Monsieur Danny, ou "Avô Cascavel"(Grandfather Rattlesnake). Se apresentava como uma serpente de ampla sabedoria, e associado com a defesa contra os inimigos. Outra entidade bem presente era Papa Lébat, também chamado de Liba, LaBas, ou Laba Limba, que era visto como uma espécie de malandro, que também era um guardião das chaves dos caminhos e portas; semelhante aos Exus da Umbanda brasileira, e é uma das entidades do Vodou Americano com origem Yoruba.
Monsieur Assonquer, também chamado de Onzancaire e On Sa Tier, é associado com sorte e prosperidade, enquanto Monsieur Agoussou ou Vert Agoussou é associado com amor. Vériquité e Monsieur d'Embarass eram entidades ligados a doenças, cura e morte (de forma semelhante a Omulu no Brasil). Charlo era um entidade que se apresentava como uma criança. Outras entidades tiveram seus nomes gravados, mas pouco se sabe sobre suas características e cultos, incluindo Jean Macouloumba, Maman You; e Yon Sue. Há registros também de uma divindade chamada Samunga, cujo nome era chamado pelos fiéis no Missouri enquanto estes coletavam argila nas margens do rio.
O Voodoo revival ao final do século XX resgatou para o Voodoo de Louisiana muitas entidades do Vodu Haitiano, aonde as divindades são chamadas de lwa ou loa. Dentre os Loa/Orisha mais presentes atualmente estão Yemojah(Iemanjá),Oshun(Oxum), Ezili la Flambo, Erzuli Freda, Ogo(Ogum), Mara, e Legba. Cada uma dessas entidades é associada com suas cores, objetos, dias, alimentos, e bebidas específicas. Ao invés de serem considerados "deuses", essas entidades são na verdade vistas como auxiliares de um único deus monoteísta, chamado no Vodu Haitiano de Le Bon Dieu.

#### Ancestrais e Santos
Os espíritos de falecidos foram um elemento importante do Vodu de Louisiana ao longo do século XIX.
A proeminência de espíritos desencarnados nas práticas pode ser consequência do fato de que a população afro-americana de Nova Orleans era em grande parte descendente de povos Congoleses escravizados, cuja religião colocava ênfase na memória dos ancestrais.
Na antropologia do início do século XXI, o Vodoo de Louisiana foi muitas vezes categorizado como um sistema de adoração ancestral.
A comunicação com os ancestrais era um aspecto importante da religiosidade africana e afrodescendente, com a memória dos antepassados sendo frequentemente honrada em cerimônias.Isso foi fortalecido, em parte, como uma reação africana aos esforços dos europeus em fazer os escravizados africanos esquecerem suas raízes para que fossem mais facilmente subjulgados. Rituais focados nos ancestrais ajudavam a manter viva a memória e a identidade do povo negro em um cenário de imposição cultural europeia.
Quando os africanos escravizados chegaram em Louisiana, o contato (muitas vezes forçado) com o Catolicismo fez com que várias divindades africanas fossem associadas com santos católicos específicos.
Entrevistas com cidadãos idosos de Nova Orleans, conduzida nas décadas de 1930 e 1940, sugerem que o Voodoo de Louisiana, como ele existia nas últimas décadas do século 19, se baseava majoritariamente na intervenção de santos católicos e pedidos de assistência para estes. Um dos mais populares era Santo Antônio de Pádua; que também é padoreiro do Congo, uma provável ligação com a forte ancestralidade de Nova Orleans nos povos do Congo.
Rejeitando a centralidade de santos católicos em sua prática do século XXI, Osbey reiterou o papel dos santos como "mensageiros e assistentes dos Ancestrais." Ela afirma que, ao contrário do que ocorreu no Vodu Haitiano e na Santería Cubana, os santos cristãos mantiveram suas identidades distintas, ao invés de serem associados com divindades africanas.

### Moralidade, ética e papéis de gênero
Em sua forma moderna, o Vodoo de Louisiana mantém um grande respeito aos anciões e idosos.
Muitos acadêmicos descrevem a religião como Matriarcal, por conta do papel de destaque que as sacerdotisas mantém na hierarquia litúrgica. Osbey, por exemplo, descreve a religião como "inteiramente na esfera do sagrado feminino, as chamadas Mães."
A teórica feminista Tara Green definiu o termo "Feminismo Voodoo" para descrever casos em que mulheres afro-americanas se apoiavam no Voodoo de Louisiana (e em outras formas de espiritualidade afro-americana) como forma de resistência contra a opressão sistêmica de raça e genêro.
A acadêmica Michelle Gordon acredita que o fato de que mulheres negras livres dominavam o Voodoo no século XIX representava uma ameaça direta para os pilares ideológicos de "supremacia branca e masculina", fazendo com que outras religiões(em especial o protestantismo) tentassem demonizar o Voodoo, associando-o com satanismo e o diabo cristão.

## Práticas

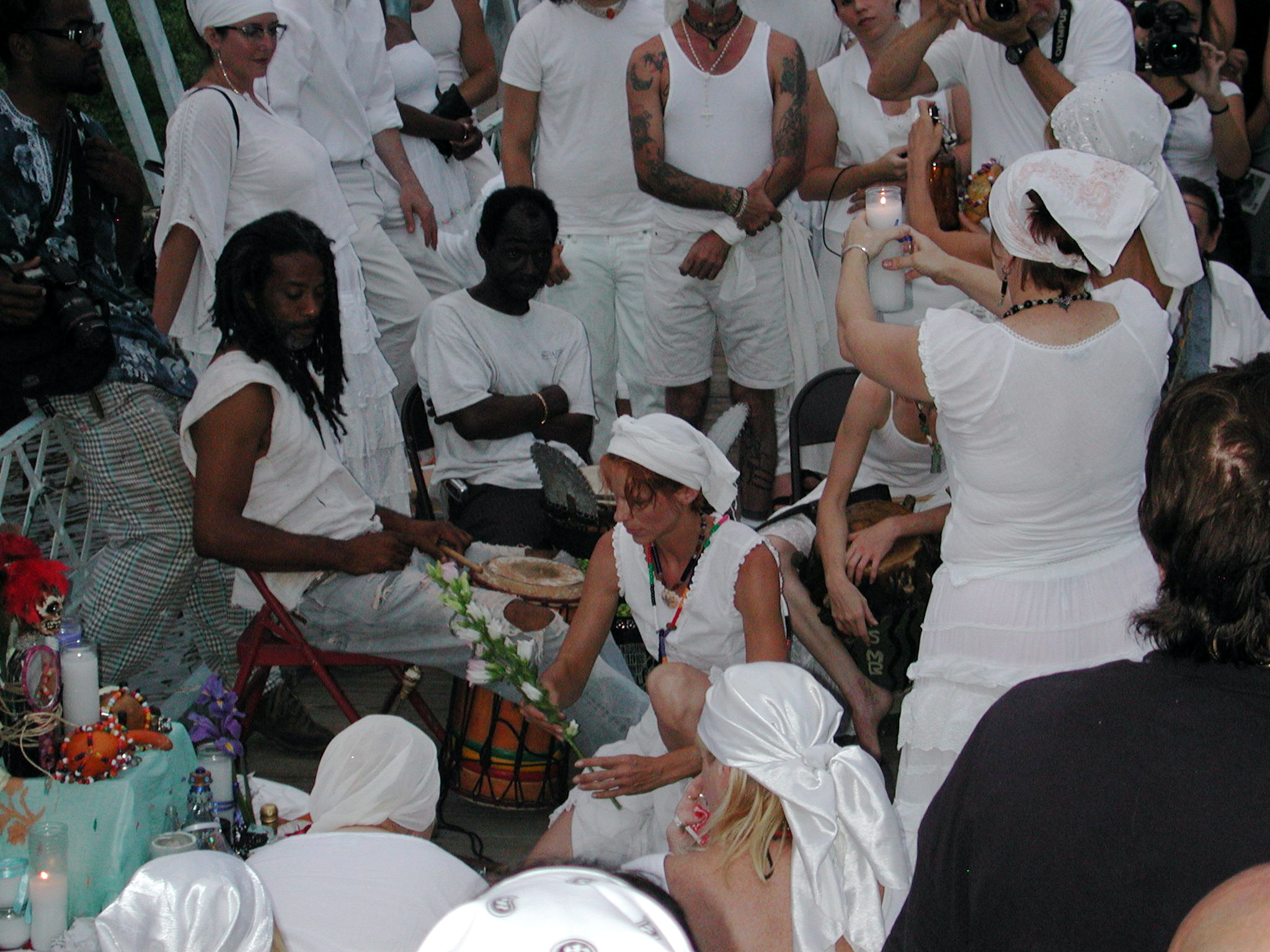
Ritual Voodoo em St. John's Bayou, Nova Orleans, na véspera de São João, 2007

Há quatro fases do ritual Voodu, identificadas com as músicas cantadas em cada etapa: preparação, invocação, incorporação, e subida/despedida. As músicas são usadas para convidar as entidades para incorporar nos médiuns. Os rituais são baseados em tradições africanas que absorveram diversas influências cristãs, em especial católicas. Muitas cerimônias gravadas começam com orações católicas, como o Pai Nosso, o Credo e Ave Maria.
É dito que a véspera de São João (23 de Junho) tem importância especial no Voodoo de Louisiana, com grandes festas ocorrendo nas margens do Lago Pontchartrain durante o século XIX. Muitos grupos de voodoo modernos continuam celebrando esta data; outros, como o grupo de Osbey, rejeitam a importância da data como uma influência europeia.
Atualmente, muitos grupos Voodoo usam branco em suas cerimônias. Desenhos e símbolos chamados vèvè, podem ser riscados no chão para chamar as entidades (de forma semelhante ao Ponto Riscado da Umbanda e do Candomblé no Brasil). Oferendas são colocadas e velas são acesas para os espíritos e santos. É comum convidar os espíritos a incorporarem em praticantes treinados, por meio dos quais as entidades oferecem conselhos, bençãos e curas aos fiéis. O indivíduo incorporado é chamado de horse(cavalo).
Praticantes também fazem rituais com propósitos específicos; Em Agosto de 1995, fiéis do Voodoo executaram um ritual na área de Bywater em Nova Orleans pedindo o fim da epidemia de vício em crack, violência e prostituição que passou a assolar a comunidade no começo dos anos 90.

### Altares e Oferendas

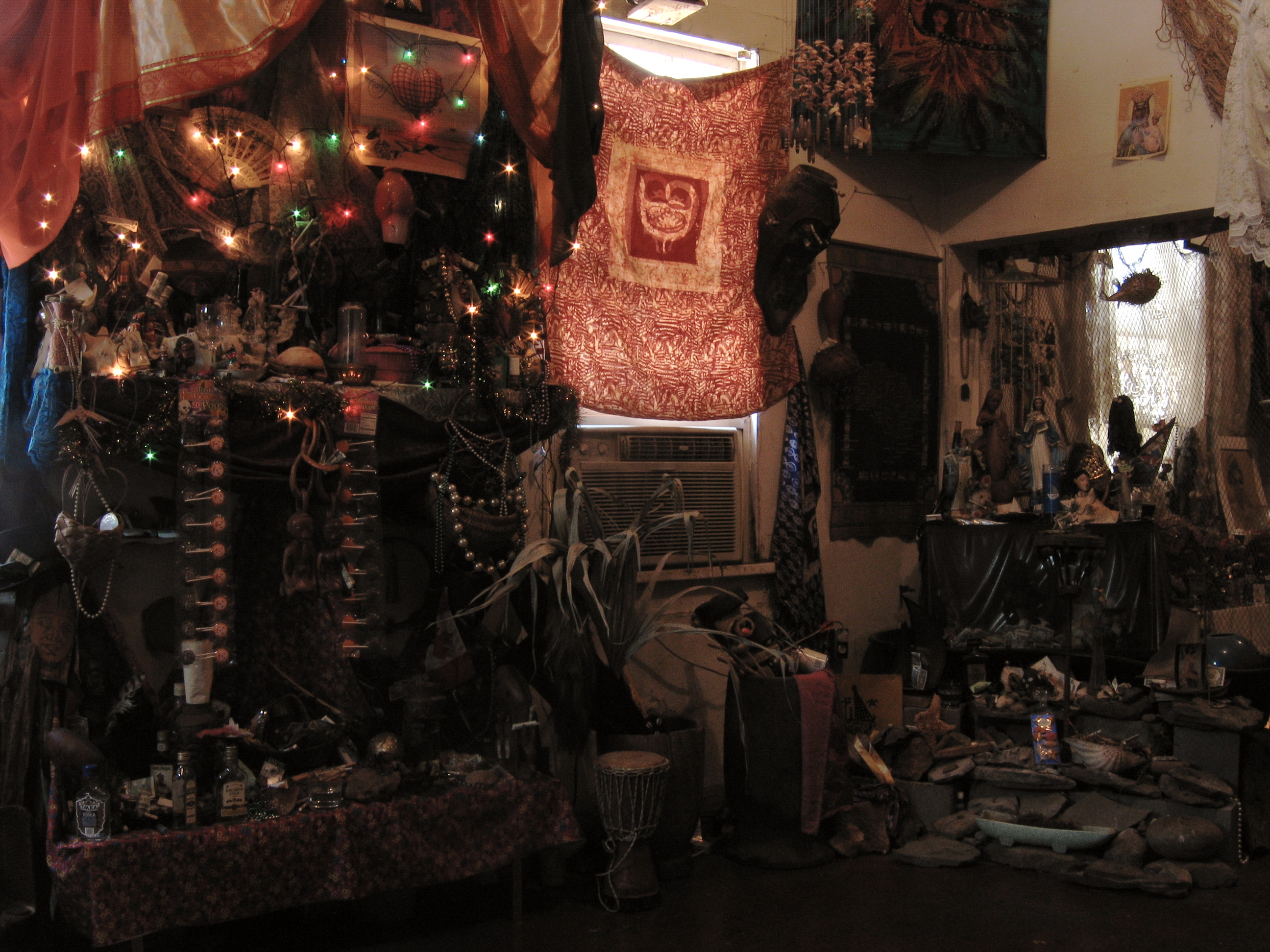
Interior de um templo Voodoo em New Orleans, fotografado em 2005

Registros históricos descrevem os altares construídos pela famosa sacerdotisa Marie Laveau em sua casa;
Pesquisadores notaram a semelhança desses altares com os altares presentes em outras religiões afro-americanas.
É comum os praticantes contemporâneos terem altares pessoais, geralmente no quarto ou na cozinha. Os altares são vistos como uma ferramenta que auxilia na comunicação do praticante com o sagrado.
Pratos com alimentos ou velas circulados por moedas são comuns.
Laveau costumava promover giras e rituais semanalmente, chamados de parterres. Músicas e cantigas são uma parte importante desses encontros.
Assim como em igrejas pentecostais dos montes Apalaches, era comum os rituais Voodoo terem a presença de uma ou mais cobras; Marie Laveau, por exemplo, foi descrita segurando uma serpente durante as cerimônias. Essa prática em grande parte morreu ao fim do século XIX, embora ainda ocorra esporadicamente.

### Gris-Gris
Talismãs, com vários propósitos, são chamados de gris-gris. O talismã mais comum consiste de materiais e orações embrulhados em tecido e usados junto ao corpo, assim como um patuá no Brasil.